# Partido di Castelli
Il partido di Castelli è un dipartimento (partido) dell'Argentina facente parte della Provincia di Buenos Aires. Il capoluogo è Castelli.